# Пам'ятник Богданові Лепкому (Бережани)
Пам'ятник Богданові Лепкому у місті Бережани Тернопільської області — перших пам'ятник українському поету, прозаїку та історику літератури Богдану Лепкому в Україні, встановлений в 1997 році.

## Відкриття
Пам'ятник українському письменнику, художнику, педагогу, історику Богдану Лепкому було відкрито 19 жовтня 1997 року до 125-ї річниці від дня народження письменника біля приміщення обласного комунального музею Богдана Лепкого.
У минулому це приміщення гімназії в якому навчався і навчав Богдан Лепкий.
Автори — скульптор Іван Сонсядло, металізатор М. Самарик, архітектори Б. Білоус та Андрій Пилипець.